# Nàng Nước
Nàng Nước (tiếng Thái: นางนาก, tiếng Anh: Lady Water) là một phim kinh dị do ông Nonzee Nimibutr đạo diễn, xuất phẩm ngày 23 tháng 07 năm 1999 tại Bangkok.

## Lịch sử
Truyện phim phỏng theo huyền sử Mế Nước vùng Phra Khanong lưu truyền tại vương quốc Siêm từ trung đại hậu kì.

## Nội dung
- Phần 1: Chinh nhân trở về

Tại Tây Đô ngoại trang có đôi vợ chồng son rỗi Mak và Nak. Trong thời kì chiến loạn Siêm La - An Nam, chàng Mak phải tòng chinh, để lại người trinh phụ có mang đã ba tháng.
Ba năm sau, chinh phu may mắn sống sót về làng, thể trạng đã suy kiệt vì những năm tháng quân ngũ và bị trọng thương. Một người đồng ngũ tình cờ tạt vào thăm Mak trên đường về quê hương, anh thấy Mak đang sống rất hạnh phúc với vợ hiền con thơ. Nhưng khi hỏi dân làng, anh được biết rằng Nak đã mất từ lâu khi vượt cạn, còn "người vợ" mà y ôm ấp hiện thời chỉ là bóng ma.
Người bạn ra sức thuyết phục nhưng Mak không chịu tin, lại tỏ mặt dỗi vì ngờ bạn có ý phá hoại gia đình mình, bèn từ mặt. Anh bạn bất đắc dĩ bỏ đi.
- Phần 2: Trinh phụ thờ chồng

Ở bên nhau đã lâu, nhưng năm bảy lượt Nak cố cản không cho chồng đi phá nấm đất sau chái nhà. Một hôm, Mak lén thấy vợ ôm con ngồi chải tóc. Đứa bé cứ khóc ngằn ngặt, rồi đột nhiên Mak lỡ tay đánh rơi con xuống đất, đứa bé hiện hình là một tử thi còn trơ xương. Mak sợ quá bèn chạy mất.
Tiếng dữ đồn xa, dân làng hò nhau yểm bùa, lại mời cao tăng về trừ tà. Rốt cuộc Nak xin Mak theo mình về thế giới bên kia để được hưởng phúc trọn kiếp. Mak từ khước, nhưng dặn rằng, cả đời này anh nguyện xuống tóc đi tu để cầu cho linh hồn vợ con được siêu thoát.
- Phần 3: Tiếng nguyện hồn oan

Cám cảnh, anh bạn kia bèn bẩm lên vương thượng Rama V. Lập tức, triều đình khiến đại đức Somdej Toh tới tụng kinh cho linh hồn Nak buông lơi Mak. Sau ba ngày ba đêm, cuối cùng Nak chia biệt Mak trong nước mắt và hẹn ngày đoàn viên. Oan hồn nàng cũng rời bỏ chiếc trâm cài tóc - vật kỉ niệm mà Mak tặng trước lúc tòng chinh. Quốc sư lấy làm lạ, bèn đem về dâng vương thân Abhakara Kiartivongse, rồi cứ vậy lưu truyền qua bao thế hệ và trở thành quốc bảo Thái Lan.

## Kĩ thuật
Phim được thực hiện tại Bangkok đầu năm 1999.

### Sản xuất
- Tuyển lựa: Pasiree Panya
- Thiết kế: Ek Iemchuen
- Điều phối: Arkadech Keawkotr
- Phục trang: Namphueng Motjanakul

### Diễn xuất
- Inthira Charoenpura... Nak
- Winai Kraibutr... Mak
- Chartchai Pongprapapan
- Pakkawat Vaiyavit
- Manit Meekaewjaroen
- Pramote Suksatit
- Pracha Thawongfia

## Văn hóa

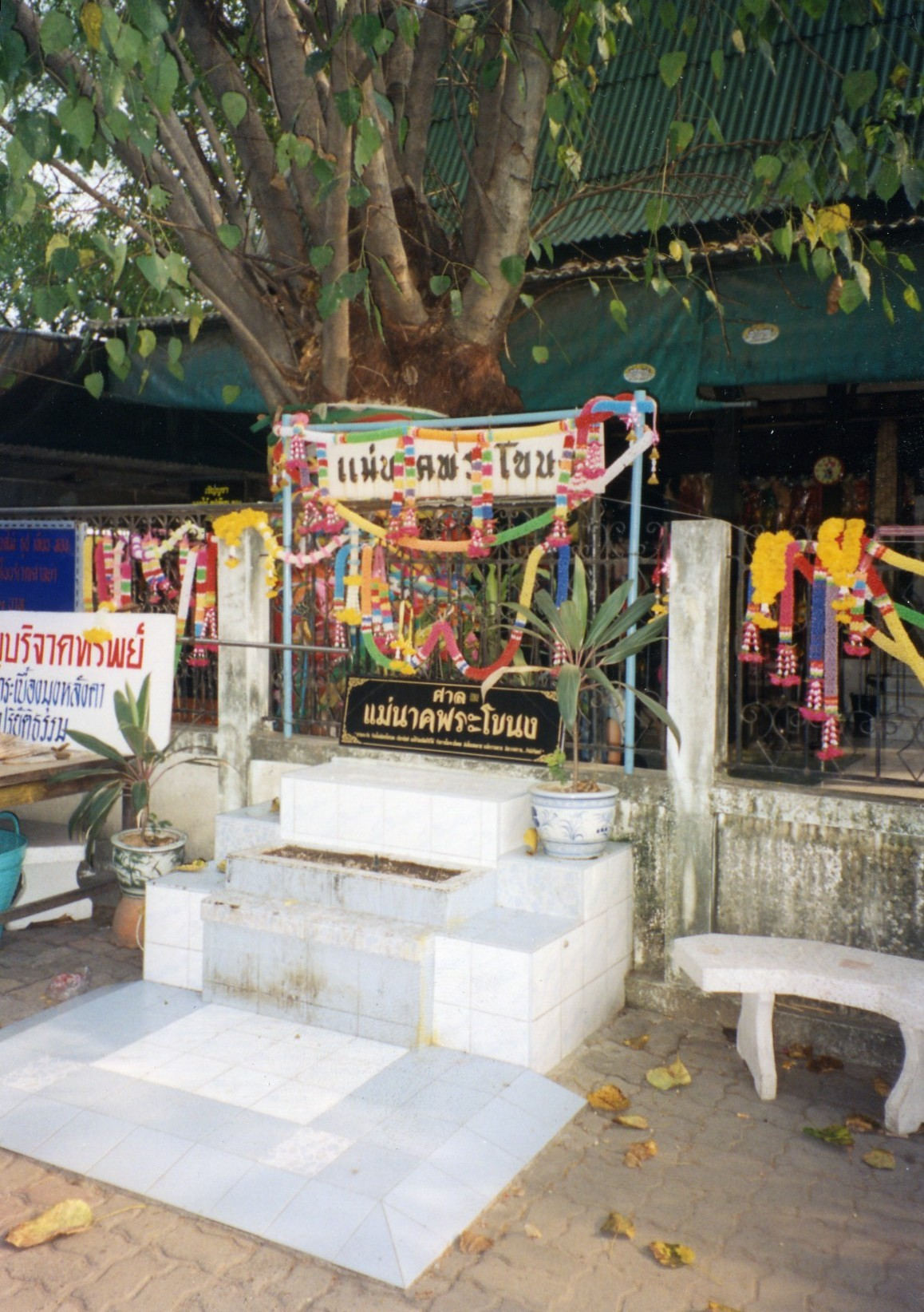
Shrine to Mae Nak at Wat Mahabut, Sukhumvit Soi 77, Suan Luang District, Bangkok.

The allegedly true story of Mae Nak Phra Khanong is Thailand's most popular ghost tale. A popular shrine dedicated to her at is at On Nut, Sukhumvit Soi 77 in Bangkok's Suan Luang (formerly Phra Khanong) District.
The old tale has been depicted on film many times since the silent era, one of the most famous being Mae Nak Pra Kanong in 1958. British filmmaker Mark Duffeld directed a version in 2005 called Ghost of Mae Nak. There also is an opera, Mae Nak, by Thai composer Somtow Sucharitkul. Another retelling of the Nak legend is Pee Mak Phrakanong (2013), a film directed by Banjong Pisanthanakun, which relates the story from the husband's viewpoint. The film surpassed one billion baht in box office revenue, Thailand's highest grossing film to date.
The film opened in cinemas on ngày 23 tháng 7 năm 1999. It was wildly popular and became the first Thai film to earn 100 million baht at the box office. In an era of 100 baht cinema tickets it would go on to earn more than 150 million baht. In 2019, on the 20th anniversary of its original release, it was re-released in digital format to select cinemas.
- Prix de la meilleure direction artistique, meilleur réalisateur, meilleur film, meilleur son (Eutthana Tusawut), lors du Festival du film Asie-Pacifique 1999.
- Éléphant d'or, lors du Festival du film de Bangkok 1999.
- Netpac Award, lors du Festival international du film de Rotterdam 2000.

## Liên kết
1. 1 2 3  Rithdee, Kong (ngày 26 tháng 7 năm 2019). "Nam Nak at 20". Bangkok Post. Truy cập ngày 26 tháng 7 năm 2019.
2. ↑  "Pee Mak (2013)". IMDb. Truy cập ngày 26 tháng 7 năm 2019.

### Tư liệu
- Nàng Nước trên Internet Movie Database
- Thông tin KinoPoisk
- Center for Asian American Media Lưu trữ ngày 25 tháng 10 năm 2005 tại Wayback Machine
- Nang Nak at FilmThreat.com
- Critiques Cinemasie
- Critiques Hk Mania
- Nang Nak Lưu trữ ngày 29 tháng 4 năm 2021 tại Wayback Machine sur le site du Festival international du film de Busan (BIFF) (1999)